# Bübingen (Perl)
Bübingen ist ein Ortsteil des Gemeindebezirks Nennig der Gemeinde Perl im Landkreis Merzig-Wadern (Saarland).

## Geschichte

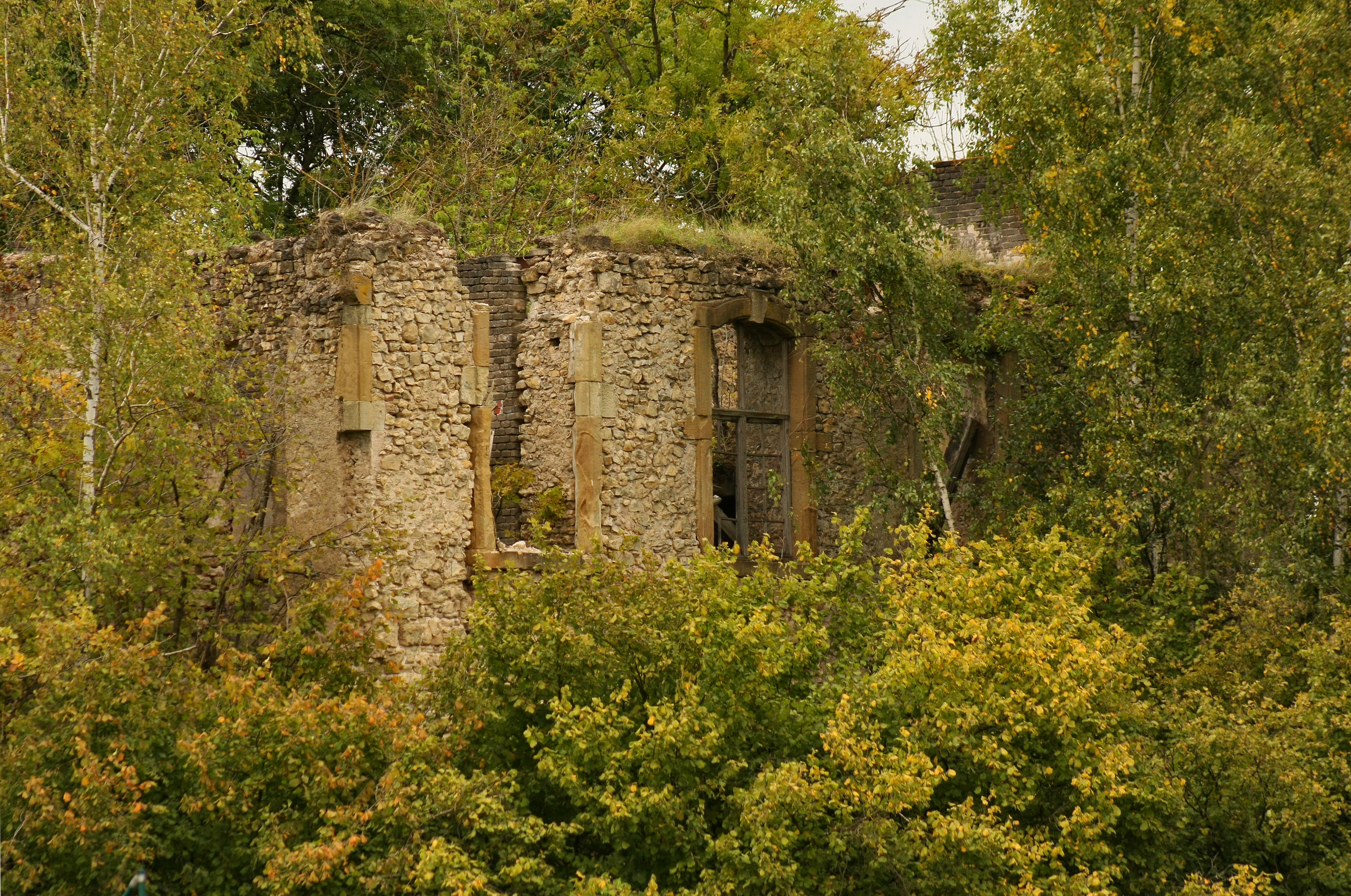
Schlossruine Bübingen

Das Dorf Bübingen ist im Zuge der fränkischen Landnahme um einen fränkischen Herrenhof entstanden, der wegen seiner strategischen Lage an der Mosel in den Jahren 1330 bis 1340 vom Luxemburger Landprobst Gobel von Remich zur Wasserburg ausgebaut wurde. Es befand sich auf dem Gebiet der Herrschaft Nennig, über die bis 1769 der Kurfürst von Trier, der Herzog von Lothringen und der Herzog von Luxemburg gemeinschaftlich die Landeshoheit ausübten. Dabei war Schloss Bübingen Sitz einer luxemburgischen Herrschaft und das unweit gelegene Schloss Berg Sitz einer lothringischen Herrschaft. Die Einwohner von Nennig, das schon damals aus den Ortsteilen Nennig, Wies, Berg und Bübingen bestand, waren demnach Untertanen von verschiedenen Herren. Dorf und Schloss Bübingen wurden im Jahre 1668 durch französische Truppen unter Marschall Créquy stark zerstört. Die zersplitterten Anteile an Burg und Herrschaft Bübingen kamen am Anfang des 18. Jahrhunderts an die Familie Maringh. Das nie vollständig wiederaufgebaute Dorf verschmolz im Laufe der Zeit mit dem Dorf Wies. 
Während der schweren Kämpfe um den Orscholzriegel Ende 1944/Anfang 1945 diente das Schloss Bübingen den deutschen Verteidigern als Beobachtungsposten. Im Januar/Februar 1945 wurde es von der amerikanischen 94. Infanterie-Division angegriffen und zerstört.